# Flavio Chigi (1631-1693)
Flavio Chigi (Siena, 10 maggio 1631 – Roma, 13 settembre 1693) è stato un cardinale italiano.

## Biografia
Figlio di Mario Chigi, nipote del cardinale Fabio Chigi, che accompagnò in una missione diplomatica in Germania negli anni '50 del XVII secolo. Tuttavia, lo zio, non soddisfatto di lui, lo rispedì in Italia. La madre era Berenice della Ciaia, nobildonna senese.
Nel 1655 suo zio fu eletto papa con il nome di Alessandro VII.
Ricevette gli ordini sacri il 23 maggio 1656, dopo essere stato dispensato dal riceverli durante le Quattro tempora, secondo l'uso tradizionale. Dal 1656 fu governatore di Fermo, quindi governatore di Tivoli.
Papa Alessandro VII lo elevò al rango di cardinale nel concistoro del 9 aprile 1657 e il 23 aprile gli concesse il titolo di Santa Maria del Popolo. Ottenne quindi vari incarichi: soprintendente degli affari generali della Santa Sede, prefetto della Sacra Congregazione della Salute, bibliotecario di Santa Romana Chiesa, prefetto del Tribunale dell'Apostolica Segnatura di Giustizia (28 luglio 1661), prefetto della Sacra Congregazione dei Confini dello Stato ecclesiastico.
Partecipò a cinque conclavi, i quali elessero Clemente IX, Clemente X, Innocenzo XI, Alessandro VIII e Innocenzo XII. Fu camerlengo del Sacro Collegio cardinalizio dal 16 gennaio 1673 al 15 gennaio 1674. Nel giubileo del 1675 aprì e chiuse la porta santa della basilica di San Giovanni in Laterano.
Il 18 marzo 1686 optò per l'ordine dei cardinali vescovi ed ebbe la sede suburbicaria di Albano, che mantenne fino al 19 ottobre 1689, quando optò per la sede suburbicaria di Porto e Santa Rufina, propria del vicedecano del Sacro Collegio.

## Genealogia episcopale e successione apostolica
La genealogia episcopale è:
- Cardinale Scipione Rebiba
- Cardinale Giulio Antonio Santori
- Cardinale Girolamo Bernerio, O.P.
- Arcivescovo Galeazzo Sanvitale
- Cardinale Ludovico Ludovisi
- Cardinale Luigi Caetani
- Cardinale Ulderico Carpegna
- Cardinale Paluzzo Paluzzi Altieri degli Albertoni
- Cardinale Flavio Chigi

La successione apostolica è:
- Cardinale Giuseppe Archinto (1686)
- Vescovo Giacomo Porrata (1687)
- Vescovo Francesco Gori (1687)
- Vescovo Giovanni Rasponi (1689)
- Cardinale Emmanuel Théodose de La Tour d'Auvergne (1689)
- Papa Clemente XII (1690)
- Arcivescovo Carlo Montecatini (1690)

## Ascendenza
|                      |                        |                       | Genitori          |  |  | Nonni |  |  | Bisnonni    |  |  | Trisnonni        |  |
|                      |                        |                       |                   |  |  |       |  |  | Mario Chigi |  |  | Sigismondo Chigi |  |
|                      |                        |                       |                   |  |  |       |  |  | Mario Chigi |  |  | Sigismondo Chigi |  |
|                      |                        | Sulpizia Petrucci     |                   |  |  |       |  |  | Mario Chigi |  |  |                  |  |
| Flavio Chigi         |                        |                       |                   |  |  |       |  |  | Mario Chigi |  |  |                  |  |
|                      |                        | Agnese Bulgarini      | Antonio Bulgarini |  |  |       |  |  |             |  |  |                  |  |
|                      |                        | Agnese Bulgarini      | Antonio Bulgarini |  |  |       |  |  |             |  |  |                  |  |
|                      |                        | Agnese Bulgarini      | Camilla Borghese  |  |  |       |  |  |             |  |  |                  |  |
| Mario Chigi          |                        | Agnese Bulgarini      |                   |  |  |       |  |  |             |  |  |                  |  |
|                      |                        | Alessandro Marsili    | Cesare Marsili    |  |  |       |  |  |             |  |  |                  |  |
|                      |                        | Alessandro Marsili    | Cesare Marsili    |  |  |       |  |  |             |  |  |                  |  |
|                      |                        | Alessandro Marsili    | Filomena Petrucci |  |  |       |  |  |             |  |  |                  |  |
| Laura Marsili        |                        | Alessandro Marsili    |                   |  |  |       |  |  |             |  |  |                  |  |
|                      |                        | Ersilia Passionei     | Paolo Passionei   |  |  |       |  |  |             |  |  |                  |  |
|                      |                        | Ersilia Passionei     | Paolo Passionei   |  |  |       |  |  |             |  |  |                  |  |
|                      |                        | Ersilia Passionei     | Aurelia Rovarella |  |  |       |  |  |             |  |  |                  |  |
| Flavio Chigi         |                        | Ersilia Passionei     |                   |  |  |       |  |  |             |  |  |                  |  |
|                      | Alessandro della Ciaia | Francesco della Ciaia |                   |  |  |       |  |  |             |  |  |                  |  |
|                      | Alessandro della Ciaia | Francesco della Ciaia |                   |  |  |       |  |  |             |  |  |                  |  |
|                      | Alessandro della Ciaia | Laura Borghesi        |                   |  |  |       |  |  |             |  |  |                  |  |
| Tiberio della Ciaia  | Alessandro della Ciaia |                       |                   |  |  |       |  |  |             |  |  |                  |  |
|                      |                        | …                     | …                 |  |  |       |  |  |             |  |  |                  |  |
|                      |                        | …                     | …                 |  |  |       |  |  |             |  |  |                  |  |
|                      |                        | …                     | …                 |  |  |       |  |  |             |  |  |                  |  |
| Beatrice della Ciaia |                        | …                     |                   |  |  |       |  |  |             |  |  |                  |  |
|                      |                        | …                     | …                 |  |  |       |  |  |             |  |  |                  |  |
|                      |                        | …                     | …                 |  |  |       |  |  |             |  |  |                  |  |
|                      |                        | …                     | …                 |  |  |       |  |  |             |  |  |                  |  |
| Ginevra Tolomei      |                        | …                     |                   |  |  |       |  |  |             |  |  |                  |  |
|                      |                        | …                     | …                 |  |  |       |  |  |             |  |  |                  |  |
|                      |                        | …                     | …                 |  |  |       |  |  |             |  |  |                  |  |
|                      |                        | …                     | …                 |  |  |       |  |  |             |  |  |                  |  |
|                      |                        | …                     |                   |  |  |       |  |  |             |  |  |                  |  |